# Västerbotten (kraina)
Västerbotten – prowincja historyczna (landskap) w północnej części Szwecji, położona w Norrland nad Zatoką Botnicką. Graniczy od południa z Ångermanland, od zachodu z Lappland oraz od północy z Norrbotten.